# عبد العزيز الثعالبي
عبد العزيز الثعالبي (15 شعبان 1293 هـ/ 5 سبتمبر 1874 م - أول أكتوبر 1944 م)  زعيم تونسي سياسي وديني. من القليلين الذين زاوجوا بين السياسي والديني، وبين المحلي والإقليمي والعالمي في عملهم؛ للتخلص من الاحتلال وظلمه والرفعة بالمجتمع والرقي به في الوقت ذاته.
فقد كان في تونس قطبا ومناضلا بارزا ضد الاحتلال الفرنسي، فهو كما يوصف بأنه داعية الإصلاح والتجديد والمقاومة ما جعله عرضة للنفي والترحال في سبيل دعوته ومبادئه.
ولد عبد العزيز الثعالبي في مدينة تونس بالجمهورية التونسية. جده عبد الرحمن الثعالبي المجاهد الجزائري الذي هاجر إلى تونس رافضا العمل مع الفرنسيين الذين كانوا قد احتلوا الجزائر آنذاك. درس عبد العزيز في تونس. وبعد أن نال الشهادة الابتدائية التحق بجامع الزيتونة وتخرج حاملا شهادة التطويع وتابع بعد ذلك دراساته العليا في المدرسة الخلدونية انضم الثعالبي في مطلع شبابه إلى حزب تحرير تونس من الاحتلال الفرنسي وكتب في الصحف داعيا إلى الاستقلال والحرية. ثم اصدر صحف (المنتظر) و (المبشر) و (سبيل الرشاد). وقد عطلتها السلطات الفرنسية كلها لجرأة محررها ومقاومته للاستعمار. انشأ الثعالبي الحزب الوطني الإسلامي الذي كان يدعو إلى تحرير العالم العربي كله وقيام الوحدة الشاملة.
فر الثعالبي إلى طرابلس الغرب ثم غادرها إلى بنغازي ومن هناك سافر إلى الأستانة حيث اتصل بأقطاب الحكم العثماني يباحثهم في القضية التونسية. سافر بعدها إلى مصر للغرض نفسه وعاد بعد اربع سنوات من التنقل في المشرق إلى تونس حيث بدأ صفحة جديدة من الدعوة والإصلاح والتجديد السياسي والديني مما اغضب السلطات التونسية والفرنسية ورجال الدين على السواء وبما أدى إلى سجنه. ألف الثعالبي بعد خروجه من السجن كتابه (الروح الحرة للقرآن) واشترك مع علي باش حانبة في إصدار جريدة (التونسي) (1904) التي حملت لواء يقظة العرب وتحريرهم.
سافر إلى باريس بُعَيد الحرب العالمية الأولى مفوضا من أبناء بلاده للدفاع عن استقلال تونس امام مؤتمر الصلح والتقى هناك بسعد زغلول والملك فيصل ونسق معهم العمل على تحرير البلدان العربية واستقلالها. فاعتقلته السلطات الفرنسية واعادته إلى تونس حيث امضى في السجن ثمانية أشهر (1921). ويوم خروجه كانت الجماهير التونسية تستقبله في الشوارع متظاهرة ملتفة حوله. قرر الثعالبي سنة 1923 مغادرة تونس بعد أن عانى من الضغط الفرنسي فسافر إلى فلسطين حيث استقر في القدس. فاستقبله الحاج محمد أمين الحسيني وكلفه بتحضير المؤتمر الإسلامي الذي انعقد سنة 1932 فوضع نظامه وسهر على تنفيذه.
رجع الثعالبي إلى تونس عام 1937 حيث وجد الجو السياسي قد تبدل بعد أن أسّس الحبيب بورقيبة وثلّة من رفاقه الحزب الحر الدستوري الجديد وانحسار الموجة الشعبية التي كان يتمتع بها ثانيا.
توفي الثعالبي في تونس منهيا حقبة بارزة من الصراع مع قوى الاحتلال وقوة التحرر والقوى المناهضة للتجدد السياسي والديني.
إنه مجاهد كبير، وعلم من أعلام الوطنية والإصلاح، وداعية من أبرز الدعاة إلى العروبة والإسلام في عصره الذي تميز بظهور عدد من العمالقة الذين وقفوا في وجه الطوفان القادم مع الاحتلال الغربي، احتلالاً للبلاد، وتشويهاً لقيم العروبة والإسلام، وتدميراً للنفوس بتدمير أخلاقها، وغزواً ثقافياً عمل على تخريب المجتمعات العربية والإسلامية، بإحلال قيم مكان قيم، ونهب الثروات، وإفقار الناس..
إنه من جيل الرواد الذين ظهروا في أواخر القرن التاسع عشر، وأوائل القرن العشرين وهو جيل فريد في تكامل شخصيته.. فهو جيل السياسة، والجهاد، والاقتصاد، والإصلاح الاجتماعي، والديني، جيل التضحية بكل شيء في سبل المثل التي يدافع عنها، والأرض التي احتلها الأجنبي، والشعب العربي المسلم الذي يستذله ويضطهده.
كان الشيخ عبد العزيز الثعالبي مجاهداً فذاً يقاتل على أكثر من جبهة، وفي أكثر من ميدان.. يقاتل طغياناً غربياً شرساً متوحشاً لا يرحم، وتحمّل في جهاده هذا الكثير من الأذى، اعتقالاً، وتعذيباً، ومحاكمات، ونفياً، ومصادرة، وتشويهاً للسمعة، ولم يعبأ بما أصابه من ألوان الإيذاء، لأنه يجاهد في سبيل الله، ومن أجل هذه الأمة، من أجل دينها، وقيمها، وأرضها، وثرواتها، وكرامتها.

عبد العزيز الثعالبي صورته وخطه، إهداء منه لعلَّامة العراق محمد بهجة الأثري، بتاريخ 14 ذي القعدة 1347هـ الموافق 23 أبريل 1929م

## المولد والنشأة
ولد الشيخ عبد العزيز الثعالبي في مدينة تونس عام 1876م في أسرة علم وفضل ودين وجهاد، ومن أصل جزائري، وترعرع في رعاية جدّه المجاهد عبد الرحمن الثعالبي الذي كان من مجاهدي الجزائر ووجهائها المعروفين، فتخلّق بأخلاقه، وتشبّع بمبادئه وقيمه.
كان جدّه عبد الرحمن هذا، مجاهداً قاتل الفرنسيين الذين غزوا بلاده (الجزائر) عام 1830 وأصيب برصاصات في صدره، وكان له دور متميز، رفض إغراءات كبيرة حاول الاستعمار إغراءه بها، كمنصب قاضي القضاة، ثم غادر مدينته (بجاية) إلى تونس، مخلّفاً وراءه بيته وعقاره وأمتعته، وأهله، ووطنه.
حفظ عبد العزيز القرآن الكريم منذ نعومة أظفاره، ودرس النحو والعقائد والآداب قبل أن يلتحق بجامع الزيتونة الذي أمضى فيه سبع سنين، وتخرج فيه عام 1896 حاملاً شهادة التطويع، ثم تابع دراسته العليا في المدرسة الخلدونية، ثم انخرط في الحياة العامة، مجاهداً في سبيل الله، كما كان جدّه، ومن أجل النهوض بشعبه التونسي، وأمته العربية والإسلامية التي نامت قروناً حتى ملّ منها الكرى.
غزت فرنسا البلاد التونسية بجيش قوامه ثلاثون ألف مقاتل، واضطر (الباي) إلى توقيع معاهدة باردو وإعلان الحماية على البلاد في 12/5/1881 ولم يعترف الشعب التونسي بهذه المعاهدة، وهب يدافع عن أرضه وكرامته، ولكن الوحشية الفرنسية نكلت به، حتى اضطرته إلى الهدوء لأنه لم يعد من الممكن له، الاستمرار في المقاومة المسلحة، ولكن إلقاء السلاح لا يعني السكوت على الاحتلال والاستعمار، فقد اضطلع عدد من العلماء والمفكرين والسياسيين بالعمل السياسي لتحرير الوطن، وكان في طليعة هؤلاء الشيخ عبد العزيز الثعالبي.
اعتبره الفرنسيون عدوهم الأول، وحق لهم ذلك، فمنذ أن غزا الفرنسيون بلاده التونسية وهو في السابعة من عمره، لم تفارق ذاكرته ما وعته من ذلك الاجتياح الهمجي لجيش همجي جاء ليحتل ويقتل وينهب ويغتصب ويسكر ويعتدي على الحرمات، كما لم ينس الدموع التي غسلت لحية جده المجاهد، وهو يرى الفرنسيين يحتلون تونس، بعد أن احتلوا بلده الجزائر.
لهذا اندفع إلى المشاركة في العمل السياسي منذ يفاعته، وعندما تألف في تونس أول حزب يدعو إلى مقاومة الاستعمار الفرنسي، وتحرير تونس (عام 1895) انخرط الثعالبي في صفوفه، ثم أسس الحزب الوطني الإسلامي، وكتب في الصحف، وخطب وحاضر داعياً إلى الاستقلال والحرية، فضيقت السلطات الاستعمارية الخناق عليه، حتى اضطرته إلى الهرب من البلاد عام 1897 وبعد عودته من منفاه بعد أربع سنين، حاولت إغراءه ففشلت، فاعتقلته عام 1906 ودبرت مؤامرة خسيسة ضده، زعمت للناس أنه كافر، فتجمهر الرعاع، وهو مقيّد في طريقه إلى المحكمة، وهم يهتفون: اقتلوا الثعالبي الكافر.
ثم عرف الشعب الحقيقة، فثار ضد الاستعمار الكاذب الظالم، فأفرجوا عنه بعد حين، ثم أعادوا اعتقاله وطرده خارج البلاد عام 1912 فأضربت البلاد التونسية كلها ثلاثة أيام، احتجاجاً على اعتقاله ونفيه، ووقفت جميع الأعمال، فألح عليه المستعمرون أن يعود إلى بلاده، فأبى ما لم يعدل الوضع السياسي للبلاد. فوعدوه بذلك ولكن بعد حين، لأن الحرب على الأبواب، فعاد قبيل نشوب الحرب العالمية الأولى عام 1914.
وبعد انتهاء الحرب، استأنف الثعالبي نضاله، وسافر إلى باريس لشرح قضية بلاده، فقبضوا عليه سنة 1920 وكانوا ينقلونه بين السجون التونسية والفرنسية، ثم نفوه من البلاد في آب 1923.
وكان الثعالبي يؤمن بالعمل الجماعي، فانخرط في حركة تونس الفتاة التي تدعو إلى الاستقلال التام قبل كل شيء، ثم رأس الحزب الحر الدستوري الذي اتخذ خطة أقل وضوحاً من خطة حركة تونس الفتاة، ولعل قادة حزب الدستور كانوا يرون في هذا الغموض سياسة تسمح لهم بقطع مرحلة يتمكنون فيها من إعادة تنظيم أنفسهم.
كانت حياته السياسية حافلة بالأحداث الجسام، فقد أمضى زهرة عمره بين السجون والمنافي والمحاكم والرحلات.

## رحلاته
كانت رحلته الأولى عام 1897، ورحلته الثانية الطويلة عام 1923 وسائر رحلاته الأخرى، رحلات قسرية وبعضها كان نفياً من الاستعمار المحتل، أو فراراً من بطش حاكم جائر غادر، وبعضها من أجل إيقاظ العرب والمسلمين وتخليصهم من جمودهم، وتخلفهم، وتمزقهم..
ففي رحلته الأولى قصد طرابلس الغرب، ثم بنغازي، ثم سافر إلى الآستانة عن طريق اليونان وبلغاريا عام 1898 واتصل برجال الدولة العثمانية، وشرح لهم قضية بلاده، ثم غادرها إلى مصر لأول مرة، وشرح قضية بلاده، ثم غادرها إلى الآستانة ثانية، وطالبها بتعزيز صلاتها بتونس، وبفتح أبواب المدرسة الحربية في وجه الطلاب التونسيين. ثم عاد إلى تونس عام 1902 ثم كانت رحلته الثانية إلى الشرق...
كانت دار الأمير محمد الحبيب، وقت الحرب العالمية الأولى، شبه مركز لرجال الحركة الوطنية التونسية، وعلى رأسهم الشيخ عبد العزيز الثعالبي يعملون منها وهم آمنون من أعين الرقباء والمخبرين، وكانت أوراقهم ووثائقهم كلها محفوظة في دار الأمير (الحبيب)، ولكن هذا الأمير انقلب على الثعالبي ورجاله، وخشي هؤلاء من بطشه، فقرر الحزب أن يسافر الثعالبي إلى الشرق، فسافر عام 1923 واستمرت رحلته هذه حتى عام 1937 زار في أثنائها مصر، وسورية، والعراق، والحجاز، والهند، وأندونيسيا وغيرها من البلدان، وقام بدعاية قوية في الأوساط العربية والإسلامية لصالح القضية التونسية، وشارك في مؤتمر فلسطين عام 1930 وانتخب عضواً في لجنته التنفيذية.
ورحل إلى الجزائر، وإلى المغرب الأقصى، وإلى إسبانيا، وفرنسا، وسويسرا، والصين، وزار الكويت في ذي القعدة من سنة 1343هـ / أغسطس 1924 وزار الإمارات العربية الأخرى وغيرها من البلاد التي ما زارها للسياحة والاستجمام، بل من أجل بلاده، ومن أجل قضايا العرب والمسلمين، والله وحده يعلم، كم عانى في تلك الأسفار من الضائقات المالية، ومن ألوان العنت الأخرى.
وكان الثعالبي –حيث حل- محترماً من كل من زاره، لما عرفوا من زهده بما في أيدي الناس، وانصرافه عن مصالحه الشخصية إلى المصالح العامة، ولما لمسوا عنده من علم وعقل وذكاء ودهاء وفضل وتضحية وبعد عن الأضواء، وإيثار العام على الخاص.
وقد حفلت الصحافة العربية عامة، والمصرية خاصة، بأحاديثه، وأخباره، ومقالاته التي سجل فيها مشاهداته، وتجاربه، ولقاءاته برجالات العالم الإسلامي، وأثار فيها كثيراً من القضايا والأبحاث عن المجتمع الإسلامي، وأحواله، وما يتصل به من شؤون السياسة والتعليم والاقتصاد، وأرسل شيخاً أزهرياً إلى الهند لدراسة قضية (المنبوذين) هناك، وكتب تقريراً تاريخياً مهماً عن الهند، كشف فيه كثيراً من الحقائق الغائبة عن المسلمين في البلاد العربية وغيرها، منها أن غاندي سرق الحركة الوطنية من المسلمين، وجازت خدعته على العرب الذين كانوا يروجون له ولحركته دون أن يعرفوا أنهم مخدوعون. والسبب في اهتمامه بقضية المنبوذين في الهند إنساني، ودعوي، أراد أن يرفع عنهم الظلم، كما علم أنهم يفكرون بترك الديانة الهندوسية، فاتصل بهم، وبحث معهم مشكلاتهم، وطمع في إسلامهم، وقدم لهم ما يسهل دخولهم في الإسلام.
وكان في مصر، يسعى إلى تحقيق مشروعه الكبير، في التأسيس لثقافة إسلامية خالصة صافية متحررة من الشوائب الأجنبية، كما دعا إلى إنشاء عصبة أمم إسلامية. إنه لم يضع وقتاً في رحلاته، بل كان صاحب رسالة يسعى إلى تأديتها وتحقيقها، بالتعاون مع المخلصين من أبناء العروبة والإسلام في كل مكان يحل فيه.

## داعية الإصلاح والتربية
كان للثعالبي مجموعة من الآراء يرى أنه لا بد منها من أجل النهوض بالشعب، ومقاومة سائر ألوان الجمود والتخلف، حتى يكون جديراً بتحرير بلاده، قادراً على طرد الغزاة. كان يرى أن سبيل المقاومة لطرد الغزاة إنما يكون في تأسيس ثقافة عربية إسلامية، تصعيد الثقة بهذه الأمة التي هي من أعظم أمم الأرض، وأقدرها على مواجهة الأحداث.
ولهذا ركز على تكوين جيل من الشباب المسلم، قادر على العمل في سائر الميادين الاجتماعية، والسياسية، والاقتصادية، والتربوية، والدينية، ودعاهم إلى التحرر من سائر أشكال التخلف والجمود، وكان يطوف في المدن والأرياف، ليلقي دروساً وخطباً تشرح ما ينبغي أن يكون عليه الشعب من أجل النهوض.
كان يدعوهم إلى إصلاح نفوسهم، لتصلح أحوالهم، فالله لا يغير ما بقوم حتى يغيروا ما بأنفسهم، حتى يستبدلوا الحسن بالسيئ، وهذا لا يكون بغير العلم والتربية، فلا بدمن الجامعات التي تقوم على أسس علمية منهجية سليمة في الإحياء والتجديد، بدلاً من تلك المتزمتة التي لا تخرج إلا ذوي عقول آلية تتحرك بإرادة غيرها.
وكان يدعو إلى التخصص، فالعالم يتخصص في التعليم، والاقتصادي بالاقتصاد، وهكذا.. وكان يدعو إلى وضع الرجل المناسب في المكان المناسب، ولا يتسامح في جعل الطبيب قاضياً، والفقيه مهندساً..وكان يدعو إلى المؤسساتية، وترك الأعمال الفردية.. فلا بد من العمل الجماعي، والجهود الاجتماعية، وإنشاء المؤسسات. وكان يدعو إلى دراسة الماضي لنعتبر ونستفيد من الأخطاء التي ارتكبها الأجداد، وأدت بالأمة إلى ما هي عليه الآن من تخلف أطمع بها من دونها.
ودعا الشباب ورباهم على نبذ كل رثٍّ بالٍ عفا عليه الزمن، وكان يقول: يكفينا أن نحتفظ من ماضينا: بالدين، والأخلاق، واللغة العربية الفصحى. اهتم الثعالبي بتكوين كوكبة من الشباب المسلم، يجيد اللغة الفرنسية، لشرح قضية بلادهم، واستجاب هؤلاء الشبان، فنشروا مقالات كثيرة في عدد من الصحف الفرنسية، ثم أنشأ الثعالبي لهؤلاء الشبان صحيفة باللغة الفرنسية للدفاع عن القضية التونسية عام 1907. وكان الثعالبي يؤمن بالوحدة العربية ويسعى إلى تحقيقها، ويقول للناس: إن تونس جزء من الأمة العربية.
وكان لا يعترف بالحدود المصطنعة التي أقامها الاستعمار لتمزيق العالم الإسلامي، فهي لمصلحة الاستعمار، وتمسك بها الزعماء من أجل مصالحهم هم، وهي ضد مصالح الشعوب المسلمة، فالأرض الإسلامية وطن لكل المسلمين.. وكان هذا عبر التاريخ الإسلامي، وفي سائر العهود الإسلامية، كان المسلم يتنقل من الدولة العباسية، إلى الأندلسية، إلى الفاطمية، فلا يحول دون تنقله حائل.
وكان يرى أننا أمة قوية عزيزة الجانب، ولها تأثير فعال في سير السياسية العالمية، وعلينا أن نعرف هذا، ونتحرك بحسبه. وكان يؤمن إيماناً عميقاً بالحرية، ويدعو إليها بقوة وإخلاص.

## نظرته إلى الغرب
يرى الثعالبي أن الغرب استيقظ في الساعة الأخيرة التي غفا فيها الشرق، فنبذه وما أعزه، مع أنه يعرف أنه لولانا ما أدرك فضيلة، ولا عرف الأديان والفلسفة، فكان الغرب بهذا جاحداً فضل أمتنا وحضارتنا عليه.
ومع ذلك، يرى الثعالبي أنه من أجل نهوضنا، علينا أن نقتبس من الغرب كل جديد من النظم السياسية والعلمية والعسكرية، واستثمار المرافق العامة، والمؤسساتية، وأن ننأى عما دون ذلك من النواحي الأخلاقية، والسلوكية، والفكر المادي وما إلى ذلك من القيم التي لا تنسجم وقيمنا الدينية والخلقية.

## قضايا الأمة
لم يكن الشيخ عبد العزيز الثعالبي ليحصر همه فيما يعانيه وطنه المستعمر فحسب بل كان يحمل هموم الأمة على عاتقه، ويسعى إلى تقديم ما يستطيع من عون ومساعدة لها، وهذا ما نلمسه في حياته ورحلاته ومذكراته وكتاباته ومحاضراته. فقد وقف إلى جانب ليبيا في حربها مع الاستعمار الإيطالي عام 1911، ودعا إلى تقديم العون العسكري والمادي والمعنوي لها.
وحضر مؤتمر القدس، وصار المستشار الأول للمفتي الحاج أمين الحسيني، وألقى محاضرات سياسية، ودروساً دينية فيها، ودعا الفلسطينيين عامة، والشباب منهم خاصة، إلى الإعداد والاستعداد والجهاد من أجل التحرر من ربقة الاستعمار الإنكليزي، والتصدي للخطر اليهودي القادم، ومن أجل استعادة مجد الأمة وعزتها، وكان يصور لهم الواقع أصدق تصوير، ويعتمد فيما يقول على الأدلة العقلية الفلسفية مبسطة في سلاسة مدهشة يفهمها العامي ويطرب لها، وكان يعلو بها بالمثقفين على شتى مستوياتهم الثقافية، وقد وصفته الصحف الفلسطينية بأنه ابن خلدون الجديد.
وليس هذا الوصف بكبير على رجل مفكر عملاق يقف في صف واحد مع الأفغاني، ومحمد عبده، والكواكبي وسواهم من العمالقة الكبار.

## الصحفي
عرف الثعالبي ما للصحافة من آثار في نفوس الناس، وفي تحويل الرأي العام، إلى جانب وسائل الإعلام الأخرى، فبادر هو إلى الكتابة في الصحف التونسية، ودعا إخوانه وتلاميذه إلى الكتابة فيها وفي الصحف الفرنسية، ثم أنشأ صحيفة باللغة الفرنسية عام 1907 أسماها (لوتنزيان) أي التونسي، برأس مال كبير أرهقه، وكتب فيها نخبة من الكتاب التونسيين، ثم أصدر عام 1908 جريدة باللغة العربية أسماها (التونسي) دعا فيها إلى إحياء الحكم الدستوري، وواجه بقوة، مؤامرات الاستعمار الفرنسي على اللغة العربية، فقد دعا المستعمرون إلى اتخاذ العامية التونسية لغة رسمية للمدارس والدواوين، وانتقد بعنف، قرار الحكومة التونسية المؤتمرة بأوامر الاستعمار، برصد مبلغ ضخم لوضع معجم للهجة العامية التونسية، وعارض قرار تأليف لجنة لكتابة تاريخ تونس بالعامية التونسية، وعلى نحو موال للاستعمار. ولم يصبر المستعمرون على ما ينشر في (التونسي) فأمروا بتعطيلها.
كان يكتب في صحيفتي المنتظر والمبشر، فأغلقهما المستعمرون الفرنسيون، وأصدر جريدة سبيل الرشاد سنة 1313 هـ فأغلقها الفرنسيون بعد سنة من صدورها، وأصدرت الحكومة التونسية المعينة من الاستعمار، قانوناً جديداً للمطبوعات اشترطت فيه شروطاً تعجيزية حتى تمنع صدور الصحف الوطنية التي تدعو إلى المقاومة والتحرير والاستقلال والتمسك بالإسلام. أنشأ مجلة الفجر في آب 1920 وكان يكتب في كثير من الصحف التونسية والمصرية، والشامية، والعراقية، والفرنسية، ويبث عبر قلمه السيال، أفكاره النيرة، في جرأة أدهشت قراءه.

## الثعالبي كاتباً ومؤلفاً
كان الشيخ عبد العزيز خطيباً مفوّهاً، ومحاضراً مجيداً، وكاتباً صحفياً بارعاً، وعالماً ومؤلفاً قديراً، اتخذ من لسانه وقلمه أداتين رائعتين لكفاحه السياسي والاجتماعي والفكري، فكتب وألف، وكان لكتاباته آثارها البالغة في نفوس من تصل إليه من التونسيين والعرب والمسلمين والفرنسيين وسواهم.
ألف كتاب (روح القرآن) ثم ترجمه إلى اللغة الفرنسية، ودعا فيه إلى الإصلاح والبعد عن الجمود، فأحدث ضجة بين أبناء الجالية الفرنسية في تونس.
له من الكتب:
- تاريخ شمال أفريقيا.
- فلسفة التشريع الإسلامي.
- تاريخ التشريع الإسلامي.
- مذكراته. في خمسة أجزاء.
- معجزات محمد رسول الله صلى الله عليه وسلم نُشر منهما جزءان فقط.
- محاضراته في جامعة آل البيت ببغداد. وقد نشرت في الصحف البغدادية.
- تونس الشهيدة. طبعة في باريس باللغة الفرنسية بعد الحرب العالمية الأولى، فاتهمه الفرنسيون بالتآمر على أمن الدولة الفرنسية، واعتقلوه ثم نقلوه إلى السجن في تونس، ومكث فيه تسعة أشهر ثم أخلوا سبيله عام 1920.
- الكلمة الحاسمة، وهو كتيب كان من آخر ما كتبه مبينا فيه أسباب الفشل لمحاولة التوحيد بين الحزبين عام 1937.
- خلفيات المؤتمر الإسلامي بالقدس.
- الرحلة اليمنية 12 أغسطس- 17 اكتوبر 1924.

## وفاته
توفي الشيخ عبد العزيز الثعالبي عام 1944 بعد حياة حافلة بالكفاح، لم يذق خلالها طعم الراحة، ولا سعى لمصلحة ذاتية، فقد أعطى كل ما وهبه الله لقضية بلاده، ولقضايا العرب والمسلمين، ولقي الألاقي في سبيل ذلك، وقد كان كما وصفه العلامة محمد الفاضل بن عاشور:
«برز الثعالبي بعد الحرب العالمية الأولى، بما له من ماضٍ في السياسة والإصلاح الديني والاجتماعي، فبعث معالم النهضة التونسية، وأصبح أحد زعماء نهضة البلاد التونسية».

## المصدر
1. ↑  حجازي، ياسر. الثعالبي.. داعية الإصلاح والمقاومة. IslamOnline. مؤرشف من الأصل في 2020-05-18. اطلع عليه بتاريخ 2012-07-21.{{استشهاد ويب}}:  صيانة الاستشهاد: BOT: original URL status unknown (link)
2. ↑  Ben Hamida، Abdesslem (1989). Le syndicalisme tunisien de la Deuxième Guerre mondiale à l'autonomie interne. Tunis: Université de Tunis. ص. 54.
3. 1 2  Emmanuel K. Akyeampong; Henry Louis Gates, Jr., eds. (2012), Dictionary of African Biography (بالإنجليزية), New York City: Oxford University Press, OL:24839793M, QID:Q46002746
4. 1 2  فيليب دي طرازي (1913)، تاريخ الصحافة العربية: يحتوي على جميع فهارس الجرائد والمجلات العربية في الخافقين مذ تكوين الصحافة العربية الى نهاية عام ١٩٢٩، بيروت: المطبعة الأدبية، المطبعة الأمريكية، OCLC:63514546، QID:Q107011779
5. 1 2   https://projectjaraid.github.io. {{استشهاد ويب}}: |url= بحاجة لعنوان (مساعدة) والوسيط |title= غير موجود أو فارغ (من ويكي بيانات) (مساعدة)
6. ↑  خير الدين الزركلي (2002)، الأعلام: قاموس تراجم لأشهر الرجال والنساء من العرب والمستعربين والمستشرقين (ط. 15)، بيروت: دار العلم للملايين، ج. الرابع، ص. 12، OCLC:1127653771، QID:Q113504685
7. ↑  ملامح من تاريخ الكويت. يعقوب الغنيم. 1999. ص:24

- الثعالبي

## وصلات خارجية
- عبد العزيز الثعالبي على موقع الموسوعة البريطانية (الإنجليزية)
- تحميل كتاب «خلفيات المؤتمر الإسلامي بالقدس» أرشيف الإنترنت